# Della guerra
Della guerra (in tedesco: Vom Kriege) è un'opera di Carl von Clausewitz, composta di otto libri. Pubblicato nel 1832, ancor oggi considerato uno dei più grandi trattati di strategia militare mai scritti, e tuttora adottato come libro di testo da numerose accademie militari.
Clausewitz morì prima di poterlo terminare: dell'opera, edita postuma per opera della moglie, soltanto il primo libro è nella forma definitiva (come chiarito dall'autore stesso in una nota autografa) e mostra una sistematicità e una profondità di pensiero che lo rendono attuale anche a distanza di due secoli. Il resto dell'opera, anche se completo quanto a informazione, mostra chiaramente di essere stato scritto in via provvisoria ed è privo dell'acuta visione teorica che caratterizza l'inizio.

## Tema
Le guerre napoleoniche portano un cambiamento profondo nella teoria e nella pratica militari comuni nel XVIII secolo. Gli stati monarchici si servivano di eserciti nobiliari, in cui tutti gli ufficiali e i sottufficiali e buona parte della truppa erano cadetti, cioè figli non primogeniti di nobili, che non avevano diritto al titolo. Con la rivoluzione francese e il tentativo delle case regnanti europee di soffocare la rivoluzione e riportare la monarchia in Francia sulla punta delle spade, questi eserciti si scontrano con formazioni raccogliticce di soldati cittadini, inferiori sia per preparazione che per armamento, e mal guidate da capi impreparati. Ma subiscono comunque delle perdite: il primo a capire qual è la fatale debolezza degli eserciti monarchici nella nuova situazione è un giovane ufficiale corso, Napoleone Bonaparte.
La classe nobile è numericamente esigua: in un esercito nobiliare le perdite non si possono rimpiazzare facilmente. Un esercito popolare invece può essere assai numeroso e non ha difficoltà a procurarsi nuovi effettivi, grazie alle chiamate di leva. Forti di questo fatto, i francesi di Napoleone sbaragliano gli eserciti messi in campo dalle monarchie di tutta Europa con battaglie devastanti, che si trasformano in gigantesche carneficine. In questo nuovo quadro strategico, dove i vecchi parametri di forza militare non erano più validi per prevedere l'esito di un conflitto, si forma e si affina il genio strategico di Clausewitz, e l'arte della guerra passa da una serie interminabile di manovre e scaramucce qual era quella antica a scontri frontali su vasta scala che coinvolgono migliaia di soldati: la cavalleria tramonta e nascono i grandi assalti di fanteria che saranno il fulcro di tutte le guerre moderne fino alla prima guerra mondiale, quando l'invenzione delle mitragliatrici e dei carri armati farà evolvere ulteriormente il modo di combattere.
Attraverso una logica tipicamente hegeliana, per primo Clausewitz inquadra correttamente l'essenza della guerra come un confronto fra due volontà, annullando il confine che fino ad allora veniva tracciato fra politica e guerra e coniando il famoso detto «La guerra è la continuazione della politica con altri mezzi» ("Der Krieg ist eine bloße Fortsetzung der Politik mit anderen Mitteln"). Identifica altresì i vari tipi di conflitto e caratterizza la guerra difensiva come alternanza fra attacco e attesa; mette in evidenza l'importanza di una logistica adeguata e di linee di rifornimento protette. Sebbene ormai superato da tempo dai trattati militari moderni, i principi teorici generali del Della Guerra sono tuttora riconosciuti validi e riecheggiano i principi contenuti in altri antichi classici militari come L'arte della guerra di Sun Tzu, Epitoma rei militaris (L'arte della guerra) di Flavio Vegezio Renato e Il libro dei cinque anelli di Miyamoto Musashi.

## Edizioni italiane
- Della Guerra, traduzione di Ambrogio Bollati ed Emilio Canevari, Roma, Stato Maggiore Regio Esercito, Ufficio Storico, 1942,  pp. XLIV-786. A cura di Edmondo Aroldi, Oscar Mondadori, 1970; introduzione (del 1978) di Carlo Jean, Oscar Mondadori, 1997-2017.
- Pensieri sulla guerra, traduzione di Giacinto Cardona, Firenze, Sansoni, 1943-1991.
- Della guerra, traduzione di Gian Enrico Rusconi, Torino, Einaudi, 2000-2007.